# جوزيف بي. بالمر
جوزيف بي. بالمر (بالإنجليزية: Joseph B. Palmer)‏ هو سياسي أمريكي، ولد في 1 نوفمبر 1825 في مقاطعة روثرفورد في الولايات المتحدة، وتوفي في 4 نوفمبر 1890 في مورفريسبورو في الولايات المتحدة.